# Pramod
Pramod ist ein männlicher Vorname und ein Familienname.

## Herkunft und Bedeutung
Pramod bedeutet in Sanskrit Glück. Zudem ist Pramod ein weiterer Name des hinduistischen Gottes Ganesha.

## Verbreitung
In Indien ist Pramod als Name verbreitet. Durch Migration auch in anderen Ländern.

## Bekannte Namensträger

### Vorname
- Pramod Bhagat (* 1988), indischer Badmintonspieler
- Pramod Kumar Chaubey (* 1951), indischer Wirtschaftswissenschaftler
- Pramod Sawant (* 1973), indischer Politiker
- Pramod Karan Sethi (1927–2008),  indischer Mediziner

### Familienname
- Namitha Pramod (1996), indische Schauspielerin
- Ranjan Pramod, indischer Filmregisseur und Drehbuchautor